# Habrotrocha crassa
Habrotrocha crassa är en hjuldjursart som beskrevs av Donner 1949. Habrotrocha crassa ingår i släktet Habrotrocha och familjen Habrotrochidae. Inga underarter finns listade i Catalogue of Life.